# İnci Taşyürek
İnci Taşyürek es una deportista alemana, de origen turco, que compitió en taekwondo. Ganó una medalla de bronce en el Campeonato Mundial de Taekwondo de 1995, y una medalla de plata en el Campeonato Europeo de Taekwondo de 2000.

## Palmarés internacional
| Representando a Turquía  |                    |                   |           |
| Campeonato Mundial       |                    |                   |           |
| Año                      | Lugar              | Medalla           | Categoría |
| 1995                     | Manila (Filipinas) | Medalla de bronce | –65 kg    |
| Representando a Alemania |                    |                   |           |
| Campeonato Europeo       |                    |                   |           |
| Año                      | Lugar              | Medalla           | Categoría |
| 2000                     | Patras (Grecia)    | Medalla de plata  | –63 kg    |